# Meitetsu Anjō-Zweiglinie
| Luftansicht von 1961 (安城 = Anjō; 新安城 = Minami-Anjō) |                           |                      |                      |
| Streckenlänge: | 1,1 km                    |                      |                      |
| Spurweite: | 1067 mm (Kapspur)         |                      |                      |
| Stromsystem: | 1500 V =                  |                      |                      |
| Zweigleisigkeit: | nein                      |                      |                      |
| |                           |                      |                      |
| Gesellschaft: | Meitetsu (Nagoya Tetsudō) |                      |                      |
| \| \| 0,0 \| Minami-Anjō (南安城) \| Minami-Anjō (南安城) \| \| \| \| ↔ Nishio-Linie \| 1926– \| \| \| \| \| \| \| \| 1,1 \| Anjō (安城) \| Anjō (安城) \| \| \| \| Tōkaidō-Hauptlinie \| 1888– \| |                           |                      |                      |
| Kreuzung geradeaus unten · Abzweig quer und ehemals von links · Bahnhof quer | 0,0                       | Minami-Anjō (南安城) | Minami-Anjō (南安城) |
| Strecke · Strecke (außer Betrieb) |                           | ↔ Nishio-Linie       | 1926–                |
| |                           |                      |                      |
| Bahnhof · Kopfbahnhof Streckenende (Strecke außer Betrieb) | 1,1                       | Anjō (安城)          | Anjō (安城)          |
| Strecke |                           | Tōkaidō-Hauptlinie   | 1888–                |

Die Meitetsu Anjō-Zweiglinie (jap. 名鉄安城支線, Meitetsu Anjō-shisen) war eine Eisenbahnstrecke in der Präfektur Aichi in Japan. Sie war von 1939 bis 1961 in Betrieb, gehörte der Bahngesellschaft Meitetsu und verband auf dem Gebiet der Stadt Anjō die Tōkaidō-Hauptlinie mit der Meitetsu Nishio-Linie.

## Streckenbeschreibung
Die 1,1 km lange Strecke war in Kapspur (1067 mm) verlegt, eingleisig und mit 1500 V Gleichspannung elektrifiziert. Sie begann am Anjō. Dort zweigte ie von der Tōkaidō-Hauptlinie ab und folgte ihr rund 400 Meter weit. Über eine weite Verbindungskurve, deren Verlauf noch heute in Form einer Nebenstraße erkennbar ist, wandte sie sich daraufhin nach Süden, traf daraufhin auf die Meitetsu Nishio-Linie und endete schließlich im Bahnhof Minami-Anjō. Das Gleis war so verlegt, dass der Bahnbetrieb jenen der beiden anderen Linien nicht beeinträchtigte. In beiden Bahnhöfen standen separate Bahnsteige zur Verfügung, in Minami-Anjō zusätzliche Abstellgleise.
Im Januar 1960 betrug die Fahrzeit ungefähr vier Minuten, im Personenverkehr gab es keine Durchbindung zu den anderen Linien. Es wurden auch Güter im Mischverkehr befördert. Den Betrieb führte zunächst das Depot Nishio durch, gegen Ende übernahm jedoch das Bahnhofpersonal von Minami-Anjō diese Aufgabe.

## Bilder

Gleisplan (1957)
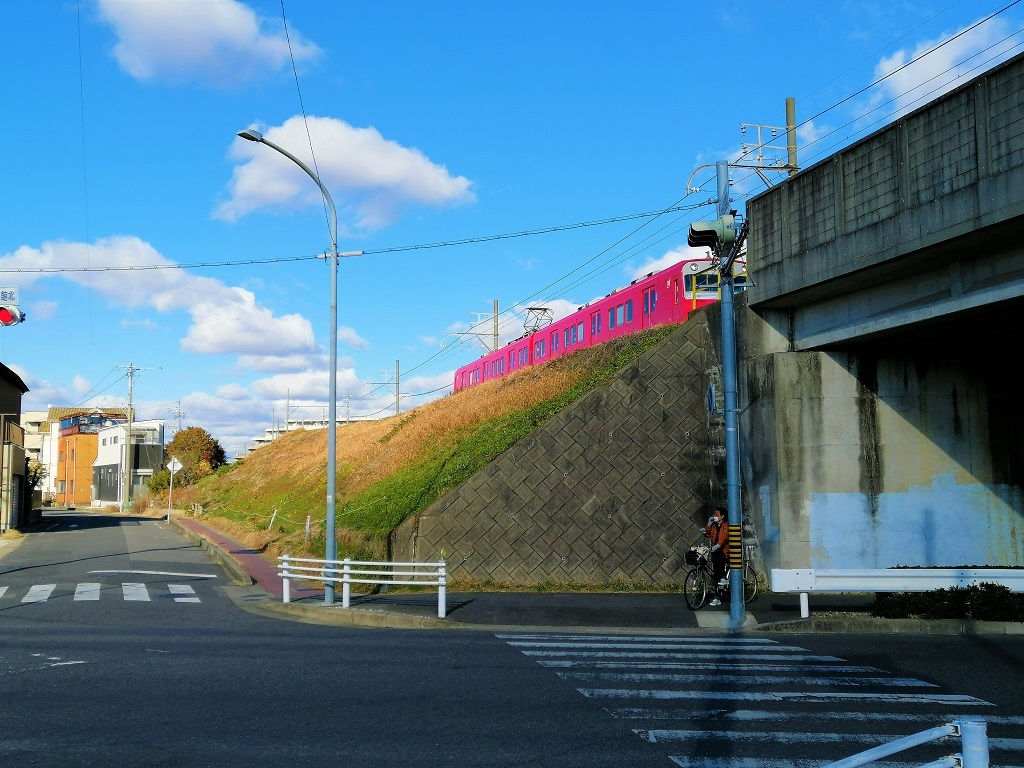
Die Straße links entsprach dem Verlauf der Anjō-Zweiglinie

## Geschichte
Die Hekikai Denki Tetsudō, eine Tochtergesellschaft der Meitetsu, baute die von Minami-Anjō nach Anjō führende Zweiglinie, um nach dem Beginn des Pazifikkriegs Güterzüge von und zur Tōkaidō-Hauptlinie führen zu können. Ihre Inbetriebnahme erfolgte am 25. Dezember 1939. Die Meitetsu löste ihre Tochtergesellschaft am 1. März 1944 auf und war fortan selbst für den Betrieb verantwortlich. Im Jahr 1950 war Anjō der Austragungsort der Softball-Spiele im Rahmen des 5. Japanischen Nationalen Sportfestivals. Um die Zuschauer zur Sportanlage zu befördern, führte die Meitetsu vom 28. Oktober bis 1. November temporären Personenverkehr durch. Die Unternehmensführung hatte daraufhin die Idee, dauerhaft Personenzüge zwischen den beiden Bahnhöfen verkehren zu lassen. Dies geschah ab dem nächsten Fahrplanwechsel am 21. März 1951. Allerdings war die geringer als zunächst angenommen und bestand zum größten Teil aus Schüler- und Pendlerverkehr. Obwohl die Oberleitungsspannung am 27. März 1960 von 600 auf 1500 V angehoben wurde, war mittlerweile auch der Güterverkehr rückläufig. Aus diesem Grund legte die Meitetsu die Zweiglinie am 30. Juli 1961 still.

## Liste der Bahnhöfe
| Name               | km  | Anschlusslinien       | Lage   |
| ------------------ | --- | --------------------- | ------ |
| Minami-Anjō (南安) | 0,0 | Meitetsu Nishio-Linie | Koord. |
| Anjō (新安城)      | 1,1 | Tōkaidō-Hauptlinie    | Koord. |